# Гентий
Генций или Гентий (на латински: Genthios: Gentius; на старогръцки: Γένθιος) е последният илирийски цар. Той управлява от 180 до 168 пр.н.е. в Скодра и принадлежи към племенния съюз на лабеатите.

## Живот
Син е на цар Плеврат III.
В началото на управлението му далматите се отделят от лабеатите през 180 пр.н.е. През 171 пр.н.е. Генций е съюзен с римляните против Македония. През 169 пр.н.е. той сключва съюз с македонския цар Персей.
Генций нарежда пленяването на двама римски пратеници и опустошава териториите около градовете Аполония и Дирахиум, които са в съюз с римляните. През 168 пр.н.е. той е победен пред Скодра от римската войска с командир претор Луций Аниций Гал. Пленен е и заведен в Рим и през 167 пр.н.е. участва като победен в триумфалното шествие на Аниций Гал. След това е заточен в Игувиум. Датата на смъртта му не е известна, но съществуват още останките от гроба му.
Женен е за Етута (Etuta или Etleua), дъщеря на Монуний (Monunios), цар на дарданите през 2 век пр.н.е.
Според Плиний Стари той пръв открива лечебните свойства на тинтявата, която е наречена на него Gentiana.